# Cydnus pygmaeus
Cydnopsis pygmaeus
Espèce
Synonymes
- †Cydnopsis pygmaeus Heer, 1853

Cydnus pygmaeus est une espèce fossile d'insectes hétéroptères (les punaises) de la famille des Cydnidae et du genre Cydnus.

## Classification
L'espèce Cydnus pygmaeus est décrite en 1891 par le naturaliste suisse Oswald Heer (1809-1883) sous le protonyme Cydnopsis pygmaeus,. 

### Renommage
L'espèce Cydnopsis pygmaeus est renommée en 1891 Cydnus pygmaeus par le paléontologue allemand Bruno Förster, suivi en 1937 par le paléontologue français Nicolas Théobald.

### Ajout fossiles allemands
En 1937 le paléontologue français Nicolas Théobald (1903-1981) ajoute des fossiles allemands de Kleinkembs en Bade-Wurtemberg, confirme le renommage de 1891 et en fait une nouvelle description.

### Fossiles
Selon Paleobiology Database en 2023, deux collections de fossiles sont référencées, toutes du Rupélien ou Oligocène inférieur, une en France de Brunnstatt, décrite en 1891 par Oswald Heer et Bruno Förster et la dernière en Allemagne, décrite en 1937 par Nicolas Théobald,.

### Étymologie
L'épithète spécifique pygmaeus signifie en latin « pygmée ».

## Description

### Caractères
La diagnose de Nicolas Théobald en 1937, : Origine : Brunnstatt, Kleinkembs. 

« Par sa forme ressemble à Cydnus cf. pygmaeus que Förster décrit de l'Oligocène de Brunnstatt. Les échantillons de Kleinkembs sont mieux conservés et montrent en particulier les tibias armés d'épines (ainsi que des fragments d'élytres). ».

### Dimensions
La longueur totale du corps n'est pas précisée en 1937 par Nicolas Théobald.

### Affinités
« La collection Mieg de Kleinkembs renferme six échantillons : R927,910, 915, 944, 991, 704 ?. ».

## Biologie
« Le g. Cydnus est cosmopolite. ».

## Galerie
- Cydnus aterrimus - différentes vues.

### Publication originale
- [1853] Oswald Heer, Die Insektenfauna der Tertiärgebilde von Oeningen und von Radoboj in Croatien, vol. Dritte Theil, 1853, 1-138 p.